# تجمع حرجة آل صينية (مودية)

تعديل مصدري - تعديل

تجمع حرجة آل صينية هو "تجمع بدوي" في  عزلة مودية بمديرية مودية التابعة لمحافظة أبين، بلغ تعداد سكانها 123 نسمة حسب تعداد اليمن لعام 2004.